# Champawat (dystrykt)
Champawat – jeden z trzynastu dystryktów indyjskiego stanu Uttarakhand. Znajduje się w dywizji Kumaon. Powierzchnia tego dystryktu wynosi 2004 km². Stolicą dystryktu jest miasto Champawat.

## Położenie
Od południa graniczy z dystryktem Udham Singh Nagar, na zachodzie graniczy z dystryktem Nainital, od północy z dystryktami Almora i Pithoragarh. Natomiast od wschodu  z Nepalem, a granica przebiega na rzece Mahakali.